# 周口银行
周口银行是位于周口市的一家地方股份制商业银行。

## 简介
2009年9月原城市信用社转变成周口市商业银行。2010年9月，银行成功发行了自己的银行卡——如愿卡。2011年6月更名为周口银行。
周口银行市场定位为“服务地方经济、服务中小企业、服务城市居民”。在市区设21个营业网点，并在郸城、淮阳、沈丘、鹿邑、太康、扶沟等县设立了支行，基本实现全市覆盖。
2014年12月26日开封、安阳、鹤壁、新乡、濮阳、许昌、漯河、三门峡、南阳、商丘、信阳、周口、驻马店等13家河南省市立商业银行以新设合并方式成立中原银行，原各地商业银行更名为中原银行。